# تپه ککین۷
تپه ککین۷ مربوط به دوران‌های تاریخی پس از اسلام است و در شهرستان قزوین، بخش مرکزی، روستای ککین واقع شده و این اثر در تاریخ ۲۲ مرداد ۱۳۸۴ با شمارهٔ ثبت ۱۳۲۵۵ به‌عنوان یکی از آثار ملی ایران به ثبت رسیده است.